# ريما فقيه
ريما فقيه (بالإنجليزية: Rima Fakih)‏ (مواليد صريفا، لبنان، 22 سبتمبر 1985) عارضة أزياء ومهندسة لبنانية أمريكية حائز على جائزة ملكة جمال الولايات المتحدة الأمريكية 2010 وقد مثلت ولاية ميشيغان في المسابقة الوطنية ، بعد أن فازت في مسابقة ملكة جمال ميشيغان الولايات المتحدة الأمريكية 2010 توجت ملكة جمال الولايات المتحدة الأمريكية لعام 2010.

## النشأة والدراسة
ولدت ريما فقيه بقرية صريفا، بمحافظة النبطية في الجنوب اللبناني، لعائلة لبنانية مسلمة شيعية متكونة من الوالدين حسن فقيه ونادية فقيه، وخمسة أبناء هم ربيع ورنا وريما وربى ورامي (يقيم بعضهم الآن في صريفا). هاجرت في 1993 بصحبة عائلتها من صريفا هروبا من تأثيرات الحرب الأهلية اللبنانية إلى جامايكا، ومنها فيما بعد إلى نيويورك بالولايات المتحدة حيث أسس والدها مطعما لبنانيا، باعه بعد 10 سنوات عقب أحداث 11 سبتمبر 2001 للعمل في التجارة العامة بديربورن،  التي انتقل إليها بصحبة عائلته في 2003. وهي خريجة إدارة الأعمال من جامعة ميتشيغان في ديربورن.

## ملكة جمال الولايات المتحدة
فازت في 19 سبتمبر 2009 بمسابقة ملكة جمال ميتشغان، مما أهلها للمشاركة في مسابقة ملكة جمال الولايات المتحدة التي فازت بها في 16 مايو 2010. سبق لها أن شاركت في لبنان عام 2008 في مسابقة ملكة جمال لبنان المغترب فجاءت وصيفة ثانية. شاركت في مسابقة ملكة جمال الكون 2010 ولم تترشح للنهائيات.

## قضايا عدلية
اُوقفت ريما فقيه بسبب القيادة تحت تأثير الخمر في هايلاند بارك، ميشيغان في 3 ديسمبر 2011. حوكمت في 9 مايو 2012 بستة أشهر تحت المراقبة وغرامة 600$ و20 ساعة خدمة للمجتمع.

## التمثيل
حصلت ريما فقيه على عرض للتمثيل في مسلسل لبناني.

## الظهور التلفزيوني
شاركت فقيه في برنامج تلفزيون الواقع ومواعدة المشاهير ذا تشويس على قناة فوكس في 2012.

## الحياة الشخصية
خُطبت في 23 أكتوبر 2015 من قبل وسيم صليبي. وأعتنقت الديانة المسيحية للزواج من وسيم صليبي في أبريل 2016. ولهما بنتان ريما وأميرة

## الجوائز والتقدير
- 86 ضمن "أول 99 امرأة"، آسكمان.كوم، 2011
- 410 ضمن "أقوى 500 شخصية عربية 2011"، أريبيان بزنس
- 100 ضمن "أقوى 100 امرأة عربية 2011"، أريبيان بزنس
- ميدالية الرئاسة، لبنان، 2010

## وصلات خارجية
- الموقع الرسمي
- ريما فقيه على موقع IMDb (الإنجليزية)